# Olympische Sommerspiele 1980/Teilnehmer (Kolumbien)
| Gelbes Symbol für Goldmedaillen mit stilisierten Olympischen Ringen | Graues Symbol für Silbermedaillen mit stilisierten Olympischen Ringen | Braundes Symbol für Bronzemedaillen mit stilisierten Olympischen Ringen |
| ------------------------------------------------------------------- | --------------------------------------------------------------------- | ----------------------------------------------------------------------- |
| —                                                                   | —                                                                     | —                                                                       |

Kolumbien nahm an den Olympischen Sommerspielen 1980 in Moskau mit einer Delegation von 23 männlichen Athleten an sieben Wettkämpfen in drei Sportarten teil. Ein Medaillengewinn gelang keinem der Athleten.

## Teilnehmer nach Sportarten

### Fußball
- in der Gruppenphase ausgeschieden
Alexis García
Astolfo Romero
Benjamín Cardona
Carlos Molinares
Carlos Valencia
Fernando Fiorillo
Gilberto García
Heberth González
Heberth Ríos
Henry Viáfara
Israel Viloria
Jorge Porras
José Hernández
Luis Pérez
Norberto Peluffo
Pedro Sarmiento
Radamel García

### Leichtathletik
- Domingo Tibaduiza
10.000 m: im Vorlauf ausgeschieden
Marathon: 17. Platz

- Luis Barbosa
Marathon: 34. Platz

- Enrique Peña
20 km Gehen: 17. Platz
50 km Gehen: 14. Platz

- Ernesto Alfaro
20 km Gehen: 19. Platz
50 km Gehen: 15. Platz

### Schwimmen
- Pablo Restrepo
100 m Brust: 7. Platz
200 m Brust: im Vorlauf ausgeschieden

- Helmut Levy
100 m Brust: im Vorlauf ausgeschieden
200 m Brust: im Vorlauf ausgeschieden